# Шен-Бужрі
Шен-Бужрі (фр. Chêne-Bougeries) — місто  в Швейцарії в кантоні Женева.

## Географія
Місто розташоване на відстані близько 130 км на південний захід від Берна, 3 км на схід від Женеви.
Шен-Бужрі має площу 4,1 км², з яких на 83,1% дозволяється будівництво (житлове та будівництво доріг), 10,1% використовуються в сільськогосподарських цілях, 5,8% зайнято лісами, 1% не є продуктивними (річки, льодовики або гори).

## Демографія
2019 року в місті мешкало 12 504 особи (+20,2% порівняно з 2010 роком), іноземців було 34,2%. Густота населення становила 3020 осіб/км².
За віковим діапазоном населення розподілялося таким чином: 22,8% — особи молодші 20 років, 55,9% — особи у віці 20—64 років, 21,3% — особи у віці 65 років та старші. Було 4677 помешкань (у середньому 2,5 особи в помешканні).
Із загальної кількості 5006 працюючих 0 було зайнятих в первинному секторі, 315 — в обробній промисловості, 4691 — в галузі послуг.